# Charlie & Boots
Charlie & Boots – australijska komedia z 2009 roku w reżyserii Deana Murphy'ego. W filmie występują Paul Hogan i Shane Jacobson.

## Opis fabuły
Po śmierci żony Charlie (Paul Hogan) popada w depresję. Porzuca pracę na farmie i żyje z dnia na dzień. Syn Boots (Shane Jacobson), który od lat nie utrzymywał kontaktów z ojcem, jest załamany jego stanem. W ramach terapii zabiera go na wyprawę. Obaj wyruszają na półwysep, słynący z najlepszych miejsc do połowu. Ale przecież nie o ryby tu chodzi.

## Obsada
- Paul Hogan jako Charlie
- Shane Jacobson jako Boots
- Roy Billin jako Roly
- Morgan Griffi jako Jess
- Reg Evans jako Mac
- Beverley Dunn jako Val
- Anthony Hammer jako Tristan

i inni